# ستراو دوغز (فلم 2011)
ستراو دوغز (بالإنجليزية: straw dogs)، هو فيلم رعب وجريمة تم إنتاجه في الولايات المتحدة، وصدر سنة 2011، بطولة كايت بوسورث والكسندر سكارسجارد وجيمس مارسدن وهو مقتبس من فيلم يحمل نفس الاسم صدر سنة 1971.

## القصة
ينتقل السيناريست دافيد سمر (جيمس مارسدين) مع زوجته الممثلة التلفزيونية إيمي (كيث بوسورث) من لوس أنجلوس إلى المسيسيبي؛ حيث مسقط رأسها، وذلك من أجل إعادة بناء منزل أبيها الذي وافته المنية مؤخراً، ومن أجل أن يتفرغ دافيد لكتابة سيناريو جديد. لكن في الوقت ذاته، الذي تنشأ فيه توترات في العلاقة بينهما، تتنامى من ناحية أخرى المشاكل مع أهالي البلدة التي تتحول مع تطور الأحداث لتهديد لهما.

## الميزانية والإيرادات
كلف الفيلم 25 مليون دولار وحقق أرباح تقدر بـ 11.2 مليون دولار.

## روابط خارجية
- ستراو دوغز على موقع IMDb (الإنجليزية)
- ستراو دوغز على موقع ميتاكريتيك (الإنجليزية)
- ستراو دوغز على موقع روتن توميتوز (الإنجليزية)
- ستراو دوغز على موقع نتفليكس (الإنجليزية)
- ستراو دوغز على موقع قاعدة بيانات الأفلام العربية
- ستراو دوغز على موقع ألو سيني (الفرنسية)
- ستراو دوغز على موقع Turner Classic Movies (الإنجليزية)
- ستراو دوغز على موقع أول موفي (الإنجليزية)
- ستراو دوغز على موقع بوكس أوفيس موجو (الإنجليزية)
- ستراو دوغز على موقع فيلمافينيتي (الإسبانية)